# 温度拡散率
温度拡散率（おんどかくさんりつ、英: thermal diffusivity）は伝熱現象において、定常状態の温度勾配などを求めるときに用いられる物性値である。単位はm2/sである。熱拡散率、温度伝導率（temperature conductivity）、温度伝播率、温度拡散係数ともよばれる。

## 定義
温度拡散率 αは次式で定義される：
{\displaystyle \alpha ={k \over {\rho c_{\mathrm {p} }}}}
ここで
k ：熱伝導率（Js-1m-1K-1）
ρ：密度（kg m-3）
cp：比熱容量（J kg-1K-1）
である。

## 使用例
次の熱伝導方程式
{\displaystyle \rho c_{p}{\frac {\partial T}{\partial t}}=k\nabla ^{2}T}
を変形し、係数を1ヶ所にまとめると
{\displaystyle {\frac {\partial T}{\partial t}}=\alpha \nabla ^{2}T}
となり、この式を支配するパラメータは温度拡散率αだけであることが分かる。

## 無次元化
温度拡散率に関係する無次元量には以下のものがある：
- ペクレ数 - 慣性との比
- レイリー数 - 重力あるいは浮力との比
- プラントル数 - 粘性との比
- ルイス数 - 物質拡散係数との比